# Guiding Light (televisieserie)
Guiding Light (tot 1975 bekend als The Guiding Light) was een Amerikaanse soapserie. De serie staat in het Guinness Book of Records als langstlopende Amerikaanse soapserie en langstlopend drama. De 15.000e aflevering kwam in de herfst van 2005 op de buis. De serie begon op de radiozender van NBC op 25 januari 1937; op 30 juni 1952 kwam de serie ook op televisie, nu bij zender CBS. Vanwege teleurstellende kijkcijfers is de serie gestopt per 18 september 2009. The Bold and the Beautiful nam een deel van de zendtijd over door uit te breiden naar een uur, inclusief reclame.

## Rolverdeling
- Robert Newman - Joshua Lewis (1981-2009)
- Michael O'Leary - Rick Bauer (1983-1986, 1987-1991, 1995-2009)
- Jordan Clarke - Billy Lewis (1983-1987, 1989-1994, 1997-2009)
- Tina Sloan - Lilian Raines (1983-2009)
- Kim Zimmer - Reva Lewis (1983-2009)
- Frank Dicopoulos - Frank Cooper (1987-2009)
- Beth Chamberlin - Beth Raines (1989-1991, 1997-2009)
- Elizabeth Keifer - C. Blake Thorpe Marler (1992-2009)
- Justin Deas - Frank Cooper sr. (1993-2009)
- Marj Dusay - Alexandra Spaulding (1993-1997, 1998-1999, 2002-2009)
- Kurt McKinney - Matt Reardon (1994-2009)
- Ron Raines - Alan Spaulding (1994-2009)
- Orlagh Cassidy - Doris Wolfe (1998-2009)
- Crystal Chappell - Olivia Spencer (1999-2009)
- Yvonna Wright - Mel Bauer (2001-2009)
- Daniel Cosgrove - Bill Lewis (2002-2005, 2007-2009)
- Bradley Cole - Jeffrey O'Neill (2003-2009)
- Mandy Bruno - Marina Cooper (#2) (2004-2009)
- Gina Tognoni - Dinah Marler (2004-2009)
- John Driscoll - Henry Cooper Bradshaw (2004-2009)
- Robert Bogue - A.C. Mallet (2005-2009)
- Marcy Rylan - Elizabeth (Lizzie) Spaulding (2006-2009)
- Lawrence Saint-Victor - Remy Boudreau (2006-2009)
- Caitlin VanZandt - Ashlee Wolfe (2006-2009)
- Bonnie Dennison - Susan Lemay (2006-2009)
- Murray Bartlett - Cyrus Foley (2007-2009)
- Jessica Leccia - Natalia Rivera (2007-2009)
- E.J. Bonilla - Raphael Rivera (2007-2009)
- Kane Manera - Grady Foley (2008-2009)
- Karla Mosley - Christina Moore (2008-2009)
- Jeff Branson - Shayne Lewis (2008-2009)

## Voormalige cast
- Theo Goetz - Frederick Bauer (1952-1972)
- Ellen Demming - Meta Banning  (#3)  (1953-1974)
- Alice Yourman - Laura Grant  (#2)  (1953-1962)
- Ruth Warrick - Janet Johnson  (#1)  (1953-1954)
- Katherine Anderson - Laura Grant  (#1)  (1953)